# Elisabeth Aldworth
Elizabeth Adlsworth née Saint Leger entre 1692 et 1695 à New Market, dans le comté de Cork en Irlande et morte en 1773, serait la première femme initiée franc-maçonne.
Elle est la fille de Lord Doneraile de Doneraile Court, comté de Cork.

## Biographie
Née entre 1692 et 1695 en Irlande, son père et ses frères étaient des aristocrates francs-maçons, dans le comté de Cork en Irlande. En 1712, alors que Lord Doneraile, son frère, était vénérable, leur loge organisait ses tenues dans l'enceinte du domicile familial . La jeune femme aurait assisté à une tenue maçonnique grâce à un trou dans un mur en travaux, dans une bibliothèque contiguë à la loge. Ayant été surprise, son cas engendra une réunion de plus de deux heures à l'issue de laquelle il fut décidé de lui proposer le choix « entre l'initiation et la mort ». Elle accepta l'initiation et serait restée membre de la loge jusqu'à son décès à l'âge de 80 ans.